# Wayne Newton
Pour les articles homonymes, voir Newton.
Wayne Newton est un acteur, producteur, chanteur et compositeur américain né le 3 avril 1942 à Roanoke en Virginie (États-Unis).

## Biographie
Wayne Newton a des origines irlandaise, allemande et amérindienne (sa mère est à moitié Cherokee, et son père, à moitié Powhatan).
En 1963, Newton signe chez Capitol Records et sort la même année son premier album, Danke Schoen. Son single éponyme "Danke Schoen (en)" atteint la treizième place au classement Billboard Hot 100 et propulse Newton vers les sommets.
En 1968, Newton épouse Elaine Okamura. Ils ont un enfant, Erin Newton, née le 25 juillet 1976; ils divorcent en 1985. En 1994, Newton épouse Kathleen McCrone, une avocate de North Olmsted, Ohio. Le couple a une fille, Lauren Ashley Newton, née le 19 avril 2002.
Lors de la campagne pour l'élection présidentielle américaine de 2016, il soutient Donald Trump.

## Filmographie

### Comme Acteur
- 1969 : 80 Steps to Jonah de Gerd Oswald : Mark Jonah Winters
- 1973 : Opryland (TV)
- 1986 : Nord et Sud (North and South, Book II) (feuilleton TV) : Maj. Thomas Turner
- 1989 : Permis de tuer (Licence to Kill) de John Glen : Professor Joe Butcher
- 1990 : Les Aventures de Ford Fairlane de Renny Harlin : Julian Grendel
- 1991 : À plein tube ! (The Dark Backward) : Jackie Chrome
- 1993 : Best of the Best 2 : Weldon
- 1994 : Désigné pour tuer (Night of the Running Man) : August Gurino
- 1997 : Bonjour les vacances : Viva Las Vegas (film) : Lui-même
- 2000 : Le Caméléon Saison 4 Épisode 11 : Intrigues à Las Vegas : lui-même
- 2001 : Ocean's Eleven : un spectateur du match de boxe
- 2003 : Viens voir papa ! (Who's Your Daddy ?) (vidéo) : Peter Mack
- 2003 - 2007 : Fait des apparitions dans la série Las Vegas
- 2004 : Ma famille d'abord Il joue son propre rôle dans le premier épisode de la cinquième et dernière saison : Hélas Vegas.
- 2004 : Sept à la maison, épisode 11, saison 9 (Mauvaise humeur)
- 2005 : Les Experts dans l'épisode Fous furieux où il jouait son propre rôle
- 2009 : Very Bad Trip : Lui-même (générique de fin)
- 2010 : Fallout: New Vegas : Mr. New vegas (voix)

### Comme Producteur
- 2005 : The Entertainer (série TV)